# 天淨沙
天淨沙，曲牌名，越调。無名氏有「塞上清秋早寒」句，因又名塞上秋。

## 曲谱
平平仄仄平平，仄平平仄平平，仄仄平平去上，平平平去，仄平平仄平平。
三句尾字可平叶。
例曲：馬致遠《天淨沙·秋思》
枯藤老樹昏鴉，小橋流水人家，古道西風瘦馬。夕陽西下，斷腸人在天涯。

## 词谱
《钦定词谱》误收此曲。共列两体。

### 一體
單調二十八字，五句四平韻、一叶韻。
平平平仄平平，仄平平仄平平，仄仄平平仄平，平平平仄，仄平平仄平平。
例曲：喬吉《天淨沙·即事》
一從鞍馬西東，幾番衾枕朦朧，薄倖雖來夢中。爭如無夢，那時真個相逢。

### 又一體
又一體單調二十八字，五句三平韻、兩叶韻。
平平仄仄平平，仄平平仄平平，仄仄平平仄仄，仄平平仄，仄平平仄平平。
例曲：馬致遠《天淨沙·秋思》
枯藤老樹昏鴉，小橋流水人家，古道西風瘦馬。夕陽西下，斷腸人在天涯。